# Kreishaus Quedlinburg

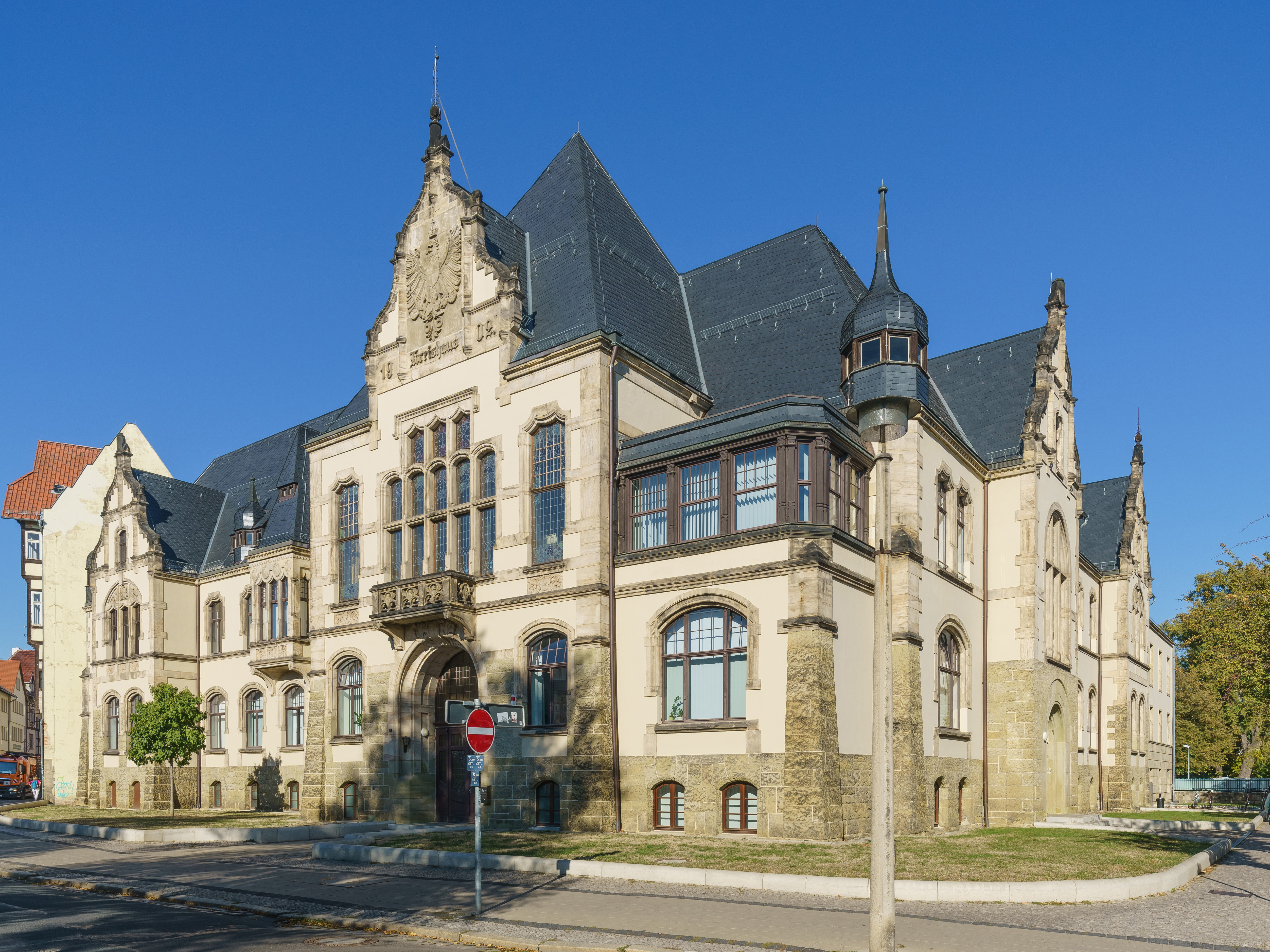
Kreishaus Quedlinburg

Das Kreishaus ist ein denkmalgeschütztes Gebäude in der Stadt Quedlinburg in Sachsen-Anhalt. In der Vergangenheit war es Sitz der Kreisverwaltung des Landkreises Quedlinburg.

## Lage
Es befindet sich an der Adresse Heiligegeiststraße 7 an der Ecke zur Straße Mummental, im südlichen Teil der Quedlinburger Innenstadt und ist im Quedlinburger Denkmalverzeichnis als Verwaltungsgebäude eingetragen.

## Architektur und Geschichte
Das schlossartig gestaltete zweiflügelige Verwaltungsgebäude entstand im Jahr 1902 und wurde am 15. September 1903 eingeweiht. Die Gestaltung erfolgte im Stil des Historismus, so finden sich an die Gotik und die Renaissance angelehnte Elemente. Bemerkenswert sind insbesondere der Schweifgiebel über den Risaliten. Darüber hinaus bestehen Erker und Turmaufsätze. Die Fassadengliederung wird durch den Einsatz von Werksteinen betont. Das Gebäude und seine Dachgestaltung mit Walmdächer sind vielgliedrig. Im Laufe der Nutzungszeit erfolgten mehrere Anbauten. Die Gestaltung des Innenraums ist zum Teil aus der Bauzeit erhalten.
Anfang der 1920er Jahre wurde das Kreishaus auf einem bis zum 1. Januar 1923 gültigen Notgeldschein der Stadt Quedlinburg über 50 Pfennig abgebildet.
Anfang der 1960er Jahre ließ der Vorsitzende des Rat des Kreises, Apel, einen oberhalb des Eingangs befindlichen, aus Sandstein gefertigten preußischen Adler entfernen. Nach der politischen Wende des Jahres 1989 wurde dann am 11. Mai 1994 der Adler wieder angefügt.
Am 5. September 2011 begann die Sanierung und ein Umbau des Gebäudes, in das im November 2012 die Regionalstelle Quedlinburg der Kommunalen Beschäftigungsagentur Jobcenter Landkreis Harz einzog. Als Investitionsumfang ist eine Summe von 6.950.800 € vorgesehen. Zunächst erhält das Gebäude ein neues Schieferdach. Vorgesehen ist auch der Einbau eines Fahrstuhls. Bauherr ist der Eigenbetrieb Kommunale Beschäftigungsagentur Jobcenter Landkreis Harz. Im Gebäude sollen dann 120 Mitarbeiter der Koba beschäftigt sein. Auch die Regionale Planungsgemeinschaft wird im Kreishaus untergebracht.